# Antonio Mohamed
Antonio Mohamed, né le 2 avril 1970 à Buenos Aires (Argentine), est un footballeur argentin, qui évoluait au poste d'attaquant ainsi qu'en équipe d'Argentine avant de devenir entraîneur.
Mohamed marque un but lors de ses quatre sélections avec l'équipe d'Argentine entre 1988 et 1991. Il remporte la Copa América en 1991 avec l'équipe d'Argentine. Après sa carrière de joueur, il devient entraîneur.

## Biographie
Le 22 mai 2018, il tente sa première expérience en Europe en signant avec le club espagnol du Celta de Vigo. Le 13 novembre 2018, il est remercié par le club espagnol.

### Palmarès

#### En équipe nationale
- 4 sélections et 1 but avec l'équipe d'Argentine entre 1989 et 1991
- Vainqueur de la Copa América en 1991

#### Avec Huracán
- Vainqueur du Championnat d'Argentine D2 en 1990

## Carrière d'entraîneur en club

### Palmarès en club
- Avec Independiente
  - Vainqueur de la Copa Sudamericana en 2010
- Avec Tijuana 
  - Vainqueur du Championnat du Mexique en 2012 (Tournoi d'ouverture)
- Avec Clube Atlético Mineiro
  - Vainqueur du Championnat du Brésil 2021